# Envolée nordique
L’Envolée Nordique est une épreuve sportive française de ski de fond.

## Description
Cette course a vu le jour en février 1973, dans le village de Chapelle-des-Bois. Précédemment organisée par l'« Accueil Montagnard », elle est désormais sous la tutelle du Ski Club du Mont Noir et se déroule sur deux distances : 45 et 25 km.
Cette course populaire a pour originalité d’être courue par équipe de 2 skieurs (2 hommes, 2 femmes ou mixte). Les équipiers doivent rester groupés durant toute l’épreuve et franchir ensemble la ligne d’arrivée.
Pour lui garder son caractère humain et son charme spécifique, les inscriptions sont limitées à 750 équipes soit 1 500 participants.
Une épreuve pour les enfants, l’Envolée des Moineaux, complète cette fête du ski de fond.

## Les vainqueurs de L'Envolée Nordique (45km)
| Palmarès |                                                 |                                                 |                                      |
| Année    | Vainqueurs hommes                               | Vainqueurs femmes                               | Vainqueurs équipes mixtes            |
| 1976     | Alain Guy et Gérard Faivre                      |                                                 |                                      |
| 1977     | Alain Guy et H. Jeannerod                       |                                                 |                                      |
| 1978     | Alain Guy et Jean-Pierre Henriet                |                                                 |                                      |
| 1979     | Alain Guy et Jean-Pierre Henriet                |                                                 |                                      |
| 1980     | M. Royer et J.-P. Souvet                        |                                                 |                                      |
| 1981     | H. Chabot et D. Sandona                         |                                                 |                                      |
| 1982     | J.-C. Girod et Guy Henriet                      |                                                 |                                      |
| 1983     | J.-C. Girod et H. Chabot                        |                                                 |                                      |
| 1984     | M. Vuillet et G. Verguet                        |                                                 |                                      |
| 1985     | L.-M. Loubet et M. Peccoz                       | C. Bouveret et A.-L. Louvrier                   |                                      |
| 1986     | Philippe Balland et R. Morel                    |                                                 |                                      |
| 1987     | G. Grandclément et F. Mermet                    | V. Dalmais et R. Maire                          |                                      |
| 1988     | M. De Santa et P. Riva Italie                   | Gumul et Bettega Italie                         |                                      |
| 1989     | P. Riva et G. Godioz Italie                     | Marie-Pierre Guilbaud et Madeleine Galland      |                                      |
| 1990     | Hervé Balland et Guy Balland                    | Marie-Pierre Guilbaud et Madeleine Galland      |                                      |
| 1991     | N. Reymond et S. Junod                          | I. Detouillon et Baurens                        |                                      |
| 1992     | L. Ferreux et Pascal Moyse                      | N. Regard et C. Burri                           |                                      |
| 1993     | Olivier Grossiord et N. Reymond                 | Delatour et Duraffour                           |                                      |
| 1994     | Didier Roy et François Guy                      | C. Gindre et Blanc                              |                                      |
| 1995     | Philippe Grandclément et Olivier Grossiord      |                                                 |                                      |
| 1996     | Annulée                                         | Annulée                                         | Annulée                              |
| 1997     | Olivier Grossiord et Guy Balland                | Marie-Pierre Guilbaud et Florence Golay Geymond |                                      |
| 1998     | Olivier Grossiord et Guy Balland                | Marie-Pierre Guilbaud et Guy Balland            |                                      |
| 1999     | Cyril Michaud Fidey et Yves Lanquetin           | E. Casenave et G. Pagnier                       |                                      |
| 2000     | Stéphane Passeron et Y. Vallet                  | E. Casenave et G. Pagnier                       |                                      |
| 2001     | Annulée (manque de neige)                       | Annulée (manque de neige)                       | Annulée (manque de neige)            |
| 2002     | Didier Roy et Olivier Bulle                     |                                                 |                                      |
| 2003     | Emmanuel Jonnier et Alexandre Rousselet         |                                                 |                                      |
| 2004     |                                                 |                                                 |                                      |
| 2005     |                                                 |                                                 |                                      |
| 2006     | Didier Roy et Jean-Christophe Frésard           |                                                 |                                      |
| 2007     | Didier Roy et Jérôme Henriet                    | S. Roy et S. Sandoz                             |                                      |
| 2008     | Christophe Fresard et Christophe Pittier Suisse | Morgane Cretton et Jackie Laurence              |                                      |
| 2009     | Hervé Ballanche et Matthieu Cassez              | Aline Schmitt et Martine Bourgon                | Élisabeth Coupat et Olivier Coupat   |
| 2010     |                                                 |                                                 |                                      |
| 2011     |                                                 |                                                 |                                      |
| 2012     |                                                 |                                                 |                                      |
| 2013     |                                                 |                                                 |                                      |
| 2014     |                                                 |                                                 |                                      |
| 2015     | Gérard Agnellet et Christophe Périllat Colomb   | Margot Burette et Élise Nicolas                 | Élisabeth Coupat et Olivier Coupat   |
| 2016     | Antoine Agnellet et Loïc Guigonnet              | Marion Blondeau et Maeliss Blondeau             | Élisabeth Coupat et Olivier Coupat   |
| 2017     | Clément Arnault et Robin Duvillard              | Margaux Achard et Rachel Demangeat Suisse       | Marion Blondeau et Fabien Blondeau   |
| 2018     | Pierre Chauvey et Didier Roy                    | Alicia Choron et Élisabeth Coupat               | Marion Colin et Samuel Rege Gianasso |
| 2019     | Paul Combey et Tom Mancini                      | Marion Blondeau et Léa Damiani                  |                                      |